# Hnutí proti práci
Hnutí proti práci, či anti-pracovní hnutí, je úsilí prosazující myšlenku, že práce by se měla omezit, či zcela zrušit. Pojem práce v kontextu hnutí nelze zcela jasně vymezit, a tak se i směr její kritiky značně liší. Často se zmiňují existenciální problémy spojené se špatně placenou prací a vykořisťování ze strany zaměstnavatele. 
S hnutím však souvisí i diskuse o tom, jak práce ovlivňuje chování společnosti, jaké má ekologické dopady na přírodu a jak ovlivňuje štěstí a pocit naplnění jednotlivce.

## Historie
Myšlenky na zrušení práce sahají do antických dob. Na síle nabývají především v 19. století, kdy průmyslová revoluce přináší dramatickou změnu pracovních poměrů ve společnosti. Zastánci v té době hovoří o tom, že mechanizace má přinést nejenom zvýšenou produkci a efektivitu, ale také snížení pracovního vytížení. Bojuje se za lepší pracovní podmínky a zkrácení pracovní doby.

### Paul Lafargue
Paul Lafargue, teoretik francouzského socialismu, známý také jako zeť Karla Marxe, ve své knize The Right to Be Lazy přirovnává práci s hodinovou mzdou k modernímu otroctví. Dále tvrdí, že technologický pokrok umožní čtyřhodinovou pracovní dobu a dovolí lidem se více věnovat činnostem, které je naplňují. Lafargueho postoje se staly základem pro celé hnutí a odmítání tradičního pojetí práce jako morální povinnost jedince.

## Současnost
Profesor antropologie na London School of Economics David Graeber ve své knize Bullshit Jobs: A Theory z roku 2018 tvrdí, že mnoho moderních zaměstnání je nesmyslných. Zaměstnání, jako jsou firemní právníci nebo PR konzultanti, podle něj pro společnost příliš nepřinášejí a existují hlavně proto, aby se manažeři cítili důležití. Na rozdíl od těžkých a dle Davida Graebera užitečných prací jsou tato nesmyslná zaměstnání často mnohem lépe placena, což ale vede k pocitu prázdnoty u těch, kteří je vykonávají.
Ve svém článku pro The Guardian rozděluje tyto zbytečné práce do pěti kategorií.
- Flunkies – dostávají menší úkoly, aby byla obhájena jejich existence, také mají za úkol, aby se ostatní lidé cítili důležitě (obsluha výtahu, dveřník, recepce budov, které je zjevně nepotřebují).
- Goons – důvod jejich existence je ten, že je mají i ostatní organizace (PR specialisté, firemní právní poradci, státní armády).
- Duct-tapers – Pracovní místa pro tyto zaměstnance vznikla pouze z důvodu chyby nebo nedostatku v organizaci, která by neměla existovat anebo měla být už dávno opravena. Nejlepším příkladem jsou ti, jejichž úkolem je napravovat škody způsobené jejich nedbalými nebo neschopnými nadřízenými.
- Box-tickers – jejich hlavním cílem je, aby organizace mohla tvrdit, že něco dělá, i když to nedělá. Konkrétně zahrnují práci s dotazníky, vytváření a kontrolování zdánlivě důležitých cílů nebo udržování firemních časopisů či televizních kanálů.
- Taskmasters – vytvářejí nesmyslné úkoly pro ostatní, následně na konání těchto úkolů dohlížejí, jejich přítomnost však plnění úkolu nijak nemění. Často se vyskytují na středních manažerských pozicích, které mají zdánlivě zefektivnit podnik, ve kterém pracují.[2]

### r/antiwork
Mnoho názorových příznivců hnutí se shromažďuje na sociální síti Reddit. Příslušný subreddit má v současnosti téměř tři miliony členů. Jeho heslem je: „Nezaměstnanost pro všechny, nejen pro bohaté.“ Uživatelé v něm sdílí své negativní zkušenosti, kterými jsou například špatné pracovní podmínky, konflikty s nadřízenými či nízká mzda.
Subreddit byl založen roku 2013 jako místo diskuze pro anarchisticky zaměřené uživatele. Významné popularity nabyl během pandemie covidu-19, kdy se jeho členská základna zněkolikanásobila. Na začátku pandemie čítal sto tisíc členů, do ledna 2022 pak jejich počet vzrostl na 1 700 000.  